# 鼠狱说
《鼠狱说》是朝鲜中世纪具有代表性的寓言小说，作者是林悌。作品以大老鼠和看守国家粮仓的司库神比喻挥霍国家财产、中饱私囊的贪官污吏和昏庸无能的封建官僚。老鼠受审时，为摆脱罪名而诬告了众多人物。作者对80多个动植物和神灵进行了拟人化描写，通过这些被招来受审的众多拟人化的动植物，揭露和讽刺朝鲜社会的种种社会不正之风。比如通过以麒麟、凤凰、孔雀等美丽动物比喻表面上标榜“仁德”、“清廉”，实际上暗地作偷鸡摸狗的两班士大夫。:804-811:232-235:98-105

## 故事梗概
一只老奸巨猾的大老鼠带着一群小老鼠十年来隐蔽在国家粮仓中大量偷吃粮食，致使百年储蓄所剩无几。直到此时，看管粮仓的司库神才发现。他将老鼠抓来审讯。但狡猾的老鼠拒不承认，反而称是受他人的唆使和怂恿才偷吃粮食的。愚蠢的司库神相信了老鼠的假供，命令老鼠交代“怂恿者”。为了把罪行转嫁给他人，老鼠先是告桃花和柳树是“怂恿者”，说是它们看自己吃饱了就微笑着起舞向自己祝贺。司库神于是将桃花和柳树捆绑过来审讯，但审后发现，它们微笑和跳舞与老鼠没任何关系。司库神于是将它们暂时关在牢中，让大老鼠继续交代“怂恿者”。大老鼠这次说是大小门神的唆使，但调查结果他们也与大老鼠毫无瓜葛。在司库神的逼供下，大老鼠将大量无辜者诬告成“怂恿者”，包括猫、狗、牛、马、蟑螂、乌鸦、喜鹊、老虎、狮子，甚至龙、凤凰、麒麟、孔雀。司库神于是将这些无辜者都一一抓来审问。最后，站在司库神旁边的猫和狗衝了上来。大老鼠吓得屁滚尿流，承认了自己的罪行，但仍然狡辩说是承上帝之命才偷吃了粮食。司库神对上帝造出如此之坏的动物感到无奈，只好把大老鼠关进牢中，向上帝汇报了事情的前因后果。上帝下令释放了所有因被诬告而被关押的动物。他们尽情地对老鼠进行报复，堵住鼠洞，让家猫和野猫严格把守。此后，国库里的粮食就再没减少过。:806-809:104